# ワイルドリーガー
『ワイルドリーガー』は、渡辺保裕による日本の漫画。『週刊コミックバンチ』（新潮社）にて、2001年5月29日号から2003年5月2日号まで連載された。単行本は全10巻が新潮社より発売されている。

## あらすじ
東京都にあるプロ野球球団、東京武鉄レッドソックス。かつては実力派の選手らが在籍し、例年ペナントレースでも優勝争いに加わる名門として知られていた。しかし、ここ数年、成績は低迷、最下位の常連となり、評価は急落。選手らも無気力になり、怠慢なプレーをファンから野次られるも、どこ吹く風という有様に陥っている。
そのころ、かつてレッドソックスの若きエースとして名を馳せた青年、浅野夏門は、肘の故障による引退後、アメリカでシャークハンターとして暮らしていた。しかしある時、レッドソックス時代の恩師である志堂喜八が、ファンから彼が監督として率いているチーム低迷の責任を問われている姿を目撃。浅野は志堂から受けた恩に報いるため、現役復帰を決意、再び日本の地を踏む。
黄金期と呼ばれたころのレッドソックスで共に戦った名選手たちが再び集結し、チーム全体も次第にかつての「戦う軍団」の姿を取り戻していく。浅野もブランクを乗り越え、剛腕投手として完全復活を遂げたが、読売ジャイアンツ不動の四番打者にして日本最強の選手と評される天才プレイヤー、「プリンス」御園生静との宿命の対決が彼を待ち受けていた。

## 東京武鉄レッドソックス
セリーグ所属の球団。親会社は武蔵野鉄道株式会社。本拠地は武蔵野フィールド。球場近辺の風景には吉祥寺駅周辺が多く描かれていた。
嘗ては名門と呼ばれていたが、現在は成績低迷によるファンの減少で、球団の身売りや合併も囁かれている。ユニフォームや球場のモデルはボストン・レッドソックスだが、球団のイメージや所属選手のモデルなどは、作者が熱烈なファンであった近鉄バファローズの要素もある。
連載開始時は秋葉だけが突出している典型的な弱小チームだったが、浅野、友部、羽根田、江勝らベテラン選手の現役復帰をきっかけに、かつての名門チームの姿を取り戻していく。

## 登場人物

### 東京武鉄レッドソックス・選手
浅野 夏門（あさの かもん）
投手。背番号14、右投げ右打ち。28歳。MAX161km/h。通称「レッドキャノン」。
幼少のころ、監督・志堂喜八に貰ったサイン「男は黙ってレッドソックス」に感動し、プロに入った後もレッドソックスのために身命を投げ打つ。
9年前はレッドソックスの若きエースとして大車輪の活躍を見せたものの、1シーズンで370イニング以上を投げたために肘を故障、そのまま引退となる。引退後はアメリカに渡り、シャークハンターとして暮らしていたが、その中で肘を回復させ、メジャーリーグのバードドッグ（スカウト）の目に留まる。しかし、レッドソックスの惨状を知った後、メジャーの合格を蹴り、レッドソックスの入団テストを受け、現役復帰。帰ってきたエースとしてチームを盛り上げ、球団再生の救世主となる。
自身の速球に絶大な自信とこだわりを持っており、160km/hを超える豪速球が最大の武器。持ち球に変化球は無く（作中秋葉がそれを指摘するシーンがある）、打者のタイミングを外す際には、ロリポップ（山なりの超スローボール）を用いる。ただし例外的に、シャークハンター時代に編み出したエリプスハンターという魔球を持つ。これは大きく弧を描き（横変化のときは三塁ベースに達する程）ストライクゾーンに入る軌道を持ち、球速も速くノビがある。尚且つチェンジアップであり、タイミングに合わせて打つと、打者はボールが消えたような錯覚を起こし、ミートに成功しても、あまりの球の重さに体をどこかしら故障してしまうという、まさに難攻不落の魔球。弱点は極限の集中力を要するため、体力の消耗が激しく、事実上、1試合に一度しか投げられないこと。しかし後に弱点を克服し、投球回数を増やすことに成功した。
非常に負けん気が強く、いかなる状況でも真っ向勝負を挑む熱い男。しかしその一方で、ピーマンが大の苦手という意外な一面を持つ。
秋葉 駿（あきば しゅん）
捕手。背番号3、右投げ右打ち。23歳。
通称「BB（ベースボール）キッド」。昨シーズンにトリプルスリーを達成している、俊足好打のオールラウンドプレイヤーであり、レッドソックス不動の正捕手。投じられたボールのスピンを正確に判別するほどの驚異的な動体視力の持ち主で、浅野曰く「天才打者」。低迷を続けるレッドソックスで唯一のスター選手であった。打者としての評価が高いが、本人は捕手としても評価されることを望んでいる。
若さ故か生意気な言動が目立つが、実は情に厚く、涙もろい熱血漢。語尾に「っつーの」を付ける癖がある。
下位に低迷する武鉄を見限って、ポスティングシステムを行使してのメジャーリーグ入りを示唆していたが、浅野たちの熱意ある練習に惹かれ、武鉄で「楽しく」野球が出来るようになった。
御園生とは大学の先輩後輩にあたり、プロ入り後も「御園生先輩」と呼び、一定の敬意を表している。その一方で、野球に対する真摯な姿勢や熱い性格からか、「プロ野球はビジネスであり、プレーとはジョブ」と公言している伊能を快く思っていない。
友部 蓮司（ともべ れんじ）
捕手、後に一塁手。背番号7、右投げ右打ち。36歳。
通称「ワイルドハンズ」。梨田昌孝のこんにゃく打法を用いるクラッチヒッター。非常に冷静で穏やか。一人息子の蓮（れん）を持つ。
かつては強肩の捕手として武鉄のホームを守っていたが、膝の故障と、試合の最中に愛妻を失ったことで引退。それ以来、野球から離れ、郊外で酒場を営んでいたが、浅野と息子に諭され、現役復帰を決意、武鉄のキャンプに参加する。
当初は捕手として参加していたが、膝の古傷の影響から全盛期のプレーは不可能と悟り、正捕手の座を秋葉に譲った。その後、志堂監督からコンバートを促され、一塁手として復帰、高い守備力と巧打で伊能からレギュラーを奪った。現在は蓮と共に志堂宅に同居している。
名前のモデルはトム・ベレンジャーで、背番号7の捕手という点はベレンジャーが映画メジャーリーグで演じた役がモデル。
羽根田 耕（はねだ たがやす）
右翼手。背番号3→99、左投げ左打ち。34歳。愛称は「ハネ」「ハネさん」。元宝塚歌劇団の花形であった妻を持つ。
通称「孤高の天才」。会話に四文字熟語を多用する。かつて正確無比のバッティングでその名を轟かせ、驚異的なペースで安打を量産。しかし、通算999安打を放ち、日本最速記録となる1000本安打達成を目前に控えながら、突如姿を消す。その後は球界を離れ、健康器具会社の社長となり、様々なアイディアと妻の実務能力により、通販業界で活躍していた。野球とは一切関わりを持たず、会社経営に心血を注ぐことを心に誓っていたが、浅野の誘いを受け、現役復帰。
浅野の台詞「天涯孤独」を「天才孤独」と聞き間違えたことから、自分の世界に打ち込むことが出来るようになり、恩義を感じている。球界から離れた後も、毎日40キロを走るなどのトレーニングを欠かしたことが無く、体力、技術共に全く衰えが見られない。
巧打かつ強打。バッティングに関して独自の美学と哲学を持ち、その思想は彼と親交が深い浅野や友部でさえ、全く理解することが出来ない。地球の中心と繋がることを究極の目標とする「合気打法」の完成を目指しており、バットを構えた体勢で長時間静止する練習や、打席で「バットに血を送り込む」ため瞑想に入るなど、奇行にすら見える言動もしばしば。守備でもライフルアームと呼ばれるほどの強肩を持ち、ライト最深部からサードにノーバウンド送球出来るほどである。
エピソードや設定の多くが、榎本喜八と前田智徳から引用されている。
野間 ガルシア（のま ガルシア）
遊撃手。背番号5、右投げ右打ち。41歳。
通称「ロングトレイン」。現役最年長野手にして、未だレッドソックスのショートを守っている鉄人。浅野が幼少のころから憧れていた大ベテランであり、読売ジャイアンツから大型トレードで移籍後、武鉄レッドソックスを支え続けてきた名手。語尾に「〜のだ!」とつける独特の口調で話し、チームメイトを「〜選手」と呼ぶ。野間が打席に入る際には、「ブロウ・ザ・ホイッスル!」の合図と共に、観客が機関車の形態模写をする「ロングトレイン・ロコモーション」と呼ばれる応援が行われる。
レッドソックスの牽引車（クリッパー）と呼ばれるチームリーダー的存在であり、連続試合出場1699試合の記録を継続中。通算2000本安打も目前に控えている大選手だが、年齢による衰えから往年の輝きを失っており、一部では引退も囁かれていた。チーム内でも孤立しつつあった中、復帰した浅野たちの姿に刺激を受け、プロとしての誇りとアグレッシブなプレースタイルを取り戻す。
ちなみに家庭は子沢山で、妻と大勢の子供たちに見送られながらスーツ姿で出勤する。
モデルはノマー・ガルシアパーラ。
伊能 栗之進（いのう くりのしん）
一塁手兼三塁手。背番号19、右投げ左打ち。27歳。
武鉄の主将。かつては東京大学でありながら、大学野球界でも屈指の名内野手として知られた実力派で、鳴り物入りでドラフト逆指名で武鉄に入団した。しかし、自己の才能を過信し、怠慢怠惰な選手生活を送った結果、現在はかつての実力が鳴りを潜め、プロスポーツマンとは思えない肥満体と化している。また、人格にも少々問題があり、アンフェアなプレーを行い好ゲームに水を差す、チームメイトを揶揄してムードを盛り下げるなど、まさに内患。しかし、潜在能力は本物のようで、羽根田や赤井からは才能を自ら腐らせていると嘆かれている。
武鉄入団時に「二軍への降格拒否」という契約条項と「引退後は即武鉄フロント入り」という内約を取り付けていたが、伊能のあまりに傍若無人な態度と怠慢プレーに業を煮やしたオーナーの栗橋から一喝された挙句、破棄されてしまった。その後、一塁のレギュラーに友部が定着したことから、赤井からの猛特訓を受け、サードにコンバート。実は強肩であるという一面を見せる。
小山内 健寿（おさない けんじ）
内野手兼外野手。背番号24、右投げ両打ち。26歳。
通称「武鉄の森の王子様」。武鉄一のテクニシャンで、非常に博識な男。内外野どこでも守れ（作中の台詞から、投手以外全てのポジションを守った経験があることが分かる）、打撃も長打力こそないが、局面に応じた小技で相手を翻弄するユーティリティプレイヤーである。
芸大出身の異色の選手で、語尾に「〜なのサ（ハートマーク）」とつける。過去の名選手をリスペクトしており、近藤和彦の天秤打法や、山森雅文のサーカスキャッチといった技を使いこなす。大人しい優男風の物腰だが、実は浅野や秋葉にも劣らぬ熱血漢の一面を持つ。モデルはミュージシャンの小沢健二。
大慈大治郎（おおじ/だいじ だいじろう）
内野手。背番号4、右投げ右打ち。25歳。
ガルシア、友部らと共に「武蔵野併殺トライアングル」を担う内野手。堅実な守備が売り。つぶらな瞳が特徴。
地味な選手ではあるが、開幕戦では、友部との連係プレー（深いファウルフライを友部がダイビングキャッチし、友部からトスを受けた大慈がホームに送球）で犠牲フライによる御園生のホーム突入を防いだり、最終話の巨人戦では、二死からのセーフティースクイズを成功させるなど、「攻めて勝つ」武鉄野球の一員として、要所で活躍が見られる。
誤植が原因なのか、作中では名字の読みが確立されていない。開幕戦のウグイスでは「おおじ」であったが、友部との連係プレー時には「だいじ」となっており、最終話付近ではまた「おおじ」に戻っている。
名前のモデルは、大石大二郎。
福井 一人（ふくい ひとり）
外野手。背番号15、右投げ左打ち。22歳。
武鉄のリードオフマン。先頭打者ホームランを多く打ち、試合序盤に滅法強い。
江勝 利一（えかつ としかず）
投手。背番号27、後に81、左投げ。30歳。
通称「バッドマウス」。サイドスロー。
長髪に立派な口ひげが特徴で、異名の通り、非常に口が悪い。放送禁止用語を口にしているのか、頻繁に台詞に修正音が入る。面白いことがあった際などに、片目を瞑る癖がある。
メジャーリーグに野球留学していた経験があり、プライドが高い。元武鉄の選手で、移籍した横浜ベイスターズを自由契約になり、「プライドが満たされない」と現役を引退、メジャーのコーチに就任する予定だったが、浅野との邂逅により、現役続行を決意する。先発兼リリーフとして活躍し、後に因縁のベイスターズから勝利を挙げた。
モデルはデニス・エカーズリー（ただし、江勝はサウスポーであり、若干相違点がある）。
西若 公望（にしわか きんもち）
投手。背番号1、左投げ。34歳。
キャッチフレーズは「根魂」。強面で兵庫系関西弁。同僚を漢字一文字で呼ぶ（浅野夏門→門）。
浅野夏門加入前の武鉄のエースで、自称球界一の落差を誇る「根フォーク」を操るが、対阪神戦に於いて、後述のルーブに全身の精気が抜け、真っ白になる程打ち込まれた。
モデルは「草魂」鈴木啓示。
吉野 邦弘（よしの くにひろ）
投手。背番号24。右投げ右打ち。28歳。
シュートが武器。秋葉と仲が良く、秋葉からは年上であるにも拘らず、「吉野クン」と呼ばれている。
音楽鑑賞が趣味で、クラシック音楽のアナログレコードをこよなく愛する。今まではこれといった決め球を持たない地味な投手だったが、秋葉と共に積んだ特訓で、唯一得意なシュートを磨き上げ、先発ローテーション入りするまでに成長した。キャンプでの紅白戦で自信を深め、プロとして最大の弱点であった度胸の無さも克服する。
三木本 真珠男（みきもと ますお）
内野手。背番号34、左投げ右打ち。24歳。
語尾に「〜っしょ」を付ける、独特の口調で話す。一軍と二軍を行き来する、いわゆる一流半の選手だったが、復帰した浅野たちの懸命な姿に影響を受け、練習に励むようになる。その努力の甲斐あって、見事開幕一軍入りを果たした。小田の弁によれば、俊足の持ち主のようである。
西若の子分のような立場にあり、トレーニングに付き添っている姿が印象的。
名前のモデルはミキモト真珠島。近鉄バファローズ創設時のチーム名・パールスに由来。
小田 雄治（おだ ゆうじ）
内野手。背番号54、右投げ左打ち。24歳。
非常に恵まれた体格を持つ巨漢選手。同期で親友の三木本と同じく、一軍と二軍を行き来していたが、キャンプで行われた紅白戦でガッツ溢れるプレーを見せ、開眼。志堂監督は小田の潜在能力を高く評価しており、開幕から一軍スタメン入りを果たす。しかし、一軍の雰囲気にも慣れ、調子も上がってきた矢先に、広島カープへのトレードを言い渡され、電撃移籍。移籍後は1戦目から5番・三塁手としてスタメン起用され、直前まで味方だった武鉄に開花した才能を見せ付けた。
いかつい外見とは裏腹に、温厚な性格の好青年。一人称は「ボク」。紅白戦で打球を顔面に受けて以来、マスクをつけてプレーするようになり、トレードマークとなる。
松村卓矢（まつむら たくや）
内野手。背番号60、右投げ左打ち。23歳。
紅白戦では三木本、小田らと共に、ファームの主力選手としての立ち位置からか、登場シーンが多かった。だが、紅白戦以降は姿を隠してしまう。容姿風貌的に味のあるキャラクターであったが、小田、伊能らとのキャラ（容姿的な意味で）かぶりを防ぐためか。

### 東京武鉄レッドソックス・首脳陣
志堂 喜八（しどう きはち）
レッドソックスの黄金時代を築いた名監督。既に野球界から退いていたが、昨年シーズン途中で前監督が辞任したため、急遽監督として球界に復帰した。しかし、退廃したチームを立て直せず、最下位に終わる。
彼自身も、選手時代は「レッドソックスの太陽」と謳われた大打者であった。江戸っ子気質の粋な性格で、選手からの人望も厚い。名前のモデルは榎本喜八。
栗橋 純也（くりはし じゅんや）
武鉄レッドソックスのオーナー。禿げ上がった頭頂部に、見開いたギョロ目、浅黒い肌、鍛え上げられたマッスルボディという非常に強烈な風貌をしている。
当初はプロ野球をビジネスの一環としか考えていなかったが、浅野たちの野球にかける熱い思いと真摯な姿勢を認め、球団経営に力を入れるようになる。「自分の力で限界まで戦い抜くのが男」というポリシーを持ち、プロスポーツマンでありながら怠慢怠惰、他力本願でいて、なお傲然とする伊能を厳しく一喝した。
少年時代は長嶋よりも力道山に夢中だったと語る通り、プロレスやボディビルにのめり込んでおり、自身も日々のボディビルディングを欠かさない。分厚い電話帳をいとも簡単に破り捨てる怪力の持ち主。
東京大学出身で、伊能は後輩にあたる。
名前のモデルは栗橋茂で、和製ヘラクレスと呼ばれた鍛え上げた筋骨隆々の肉体も共通しているが、こちらはウェイトトレーニングをほとんどしなかった。
赤井 大機（あかい だいき）
レッドソックスの嘱託ヘッドコーチ。アメリカ・中南米・アジアと、世界を股にかけるトラベリンコーチ。恐ろしげな風貌で、「走れ!走れ!」と怒鳴り散らすその姿は、まさに鬼軍曹。才能を腐らせておくのが我慢ならず、自ら憎まれ役を買って出て、球界復帰を目指す浅野たちや、堕落しきった武鉄の選手に発破をかける。
彼もまたレッドソックスの元選手であったが、現役時代は無茶な練習と負傷を繰り返したせいで、一度も一軍に上がれなかった。しかし、そのひたむきな姿がチーム全体に刺激を与えていたという。
後に広島カープのコーチに就任、ロベルト・バチャータと共に武鉄の前に立ちはだかる。

### 読売ジャイアンツ
御園生 静（みそのお しずか）
遊撃手。背番号4。右投右打。背番号4は、読売ジャイアンツの永久欠番（黒沢俊夫）である。
浅野夏門にとって最大のライバルであり、「プリンス」の異名を持つ天才プレーヤー。読売巨人軍不動の四番打者として君臨する、ハイレベルなバッティングに加え、華麗かつ堅実な守備と、「帝国の中枢を司る」といわれる臨機応変の状況判断力を持つ。現在の日本球界最強クラスの選手と評されており、その才能は志堂をして「全身が野球で出来ている」と言わしめるほど。
浅野とはプロ入りする前に二度対決しており、そのいずれも御園生が勝利を収めている。しかしその後、プロ入りした浅野と新人王を争ったが、24打席中一度も彼の球を打つことが出来なかった。浅野が故障で引退した後もその屈辱感は消えず、忘れ去ることが出来ずにいる。
もはや敵のいなくなった日本球界に見切りをつけ、フリーエージェントでメジャーリーグに移籍しようとしていたが、浅野がレッドソックスに復帰することを知り、翻意。因縁のライバルである浅野と決着を付けるため、日本に留まり、エリプスハンター攻略に執念を燃やす。
基本的には冷静沈着で紳士的な性格の美男子なのだが、ストーリーが進行するにつれ、凄まじい表情の崩れや、奇怪極まる特訓に打ち込む姿などを見せていった。
森 洋一（もり よういち）
投手。背番号14。右投右打。23歳。背番号14は、読売ジャイアンツの永久欠番（沢村栄治）である。
御園生の練習のパートナーとして付き添っている若手右腕。
MAX157キロの速球と、スライダーが武器。特にスライダーは、御園生も認める一級品の切れ味を持つ。その類稀な実力は御園生の特訓に付き添った成果ともいえるが、その中で疲労困憊になり失神するまで打撃投手をさせられ、またある時は交通事故に巻き込まれて重傷を負うなど、災難も多い。

#### ジャイアンツの実在選手
原辰徳
連載開始当初はヘッドコーチ。連載中に現実世界で人事昇進したため、終盤は巨人軍監督として登場する。
清原和博
桑田真澄
顔のみ登場。実際の桑田よりも、顔のホクロが多めに描かれている。
上原浩治
阿部慎之助
高橋由伸
後藤孝志
彼に限り、極端に濃いキャラクター付けがなされており、他実在選手に比べ、扱いが大きい。「アウトになっても塁に出る!」と、野球のルール上ありえないことを宣言する。結果は振り逃げで出塁し、ほぼ有言実行した。
長嶋茂雄
連載当初は読売巨人軍の監督として登場していたが、連載中に現実世界で長嶋が監督業を勇退したため、物語に多少の矛盾が生じてしまった。
御園生がショートを任されていることから、当時の正遊撃手だった二岡智宏は未登場。作中には顔はおろか、名前すら出ない。スコアボードに名前が一度出ただけ。

### 阪神タイガース
ルーブ・イノセント
中堅手。背番号10。右投げ左打ち。ちなみに、阪神の背番号10は永久欠番（藤村富美男）。
阪神タイガースの秘密兵器。人智を超えたパワーを持ち、その打球はキャッチしたミットやボール自体が破壊されるほど。過去の忌まわしい記憶から、野球を戦争と認識しており、相手を心身ともに打ち砕くまでに圧倒し、「破壊」することが任務と考えている。
ソ連の難民収容所でスペツナズ候補の名も無い少年兵として従事させられていたが、戦場カメラマンルーブ・バンドックスと出会い、野球を通じ、触れ合う中で、人間らしさを少しずつ取り戻していく。しかし、ソ連当局にスパイ容疑をかけられたバンドックスを、目と鼻の先で射殺された精神的ショックから、完全に心を閉ざしてしまう。その折、自分の名をルーブと決める（本名は最後まで明らかにされない）。
その後、バンドックスのガールフレンドであるスティービーに保護され、短期間のスポット契約で阪神タイガースに入団。対武鉄初戦で西若を真っ白になるまで打ち込み、浅野が先発を務める次戦でも驚異的なパワーでレッドソックスを圧倒する。武鉄ナインを恐怖に陥れ、破壊する寸前まで追い込むも、あくまで真っ向勝負を挑み、「戦争とは違う野球の調和」を見せる浅野たちのプレーを見て感嘆。かつてバンドックスが見出した無垢（イノセント）な心を取り戻し、「チームの勝利のために」浅野のエリプスハンターに立ち向かう。

#### タイガースの実在選手
星野仙一
阪神タイガース監督。序盤に中日ドラゴンズ監督としてキャンプを行っていたが、現実に合わせて何事も無かったように移籍した。
やたら血気盛んで、初回から乱闘騒ぎを起こそうとしたりしているが、若かりし頃、志堂監督に師事を仰いでいたらしい。
赤星憲広
桧山進次郎

### 広島東洋カープ
ロベルト・バチャータ
右翼手。背番号74。右投げ右打ち。ドミニカ出身。
幼いころに浅野の父、夏衛門に野球を学び、カープアカデミーを経て、カープに入団。夏衛門から「野球は祭りだ」という信念を受け継いでおり、ひとつひとつのプレーを全力且つ楽しむことを信条としている。たとえそれが相手チームの選手であっても、素晴らしいプレーには賞賛を惜しまない。全身バネと称される驚異的な身体能力と類稀な野球センスを持ち、赤井はメジャーリーグ入りを進言していた。しかし、夏衛門の息子である夏門への興味を捨て切れないことから、日本球界入りを決意する。
幼少のころから、空中で不規則に動く王冠（瓶のフタ）でバッティングの練習を積み、いかなる変化球にも対応する技術を身に付けている。その技術の高さは、御園生をして「変化球打ちの天才」と言わしめ、エリプスハンター攻略を最初に成し遂げるのはロベルトであると予言させた。
結果、エリプスハンターを初めてフェアゾーンに飛ばすことに成功するも、打撃時の衝撃によって、右足親指を骨折する。

#### 広島カープの実在選手
前田智徳
現実世界の前田本人も一風変わった人物として知られるが、それに更なるデフォルメを加えたキャラクターとして登場。浅野のエリプスハンターをミートすることに成功した唯一の実在選手。
新井貴浩
小山田保裕
玉木重雄

### その他
志堂 響子（しどう きょうこ）
志堂監督の孫娘で、台場テレビの女子アナウンサー。
かつては浅野の恋人だったが、浅野が武鉄を退団し、行方をくらました後は御園生と交際、婚約を交わすまでの関係になっている。大人しく清楚な女性で、夏門と御園生の間に渦巻く、破滅的ともいえる決着への執念についていけないことに悩む。
友部 蓮（ともべ れん）
友部蓮司の一人息子。友部が妻と野球を失った日に生まれた、唯一の宝物。本当は野球が大好きなのだが、トラウマから抜け出すことが出来ないでいる父親を慮り、サッカー少年を演じている。夏門との再会によって父親が野球への情熱を取り戻した時、長年の念願であった「友部選手にサインをねだる」という想いを遂げることができた。
中村 勝広（なかむら かつひろ）
志堂響子の同僚のスポーツ記者。取材でフロリダに来た折、サメに襲われそうになったところを浅野に助けられた。ハイテンションな性格で、多少風変わりな人物だが、野球への情熱と造詣の深さは本物。野球に関しては、生き字引といえるほどの豊富な知識を持ち、自ら書き記した「中村メモ」という、膨大なデータをまとめたノートを持ち歩いている。また、脇役ながら、浅野が日本球界への復帰を決めるきっかけを作ったり、御園生に浅野の復帰を伝えるなど、要所要所でストーリーに絡む人物でもある。上着はスーツやYシャツではなく、阪急ブレーブスやトンボ・ユニオンズなど過去のプロ野球球団のユニフォームを模したデザインの服を着ていることが多い。
同姓同名の中村勝広（元阪神・オリックス監督）とは無関係。
久米川 昭（くめがわ あきら）
武鉄レッドソックス前監督。プロ野球記録となる20連敗を喫し、「監督をやってて何もいいことは無かった。もっと強いチームでやりたかった」と暴言を吐いた上、辞任。その後は野球解説者に転進するも、現場から離れた途端、自らが率いていたチームの選手を好き放題に扱き下ろし、さも見識があるように見せて結果論しか語らないなど、言動は傍若無人を極める。人格的に問題がある伊能を武鉄のチームリーダーに抜擢した張本人だが、本人は「あんなゴミクズは名前も忘れていた」と言い切り、全く気にしていない。言動や性格のエピソードは、近藤昭仁や広岡達朗から引用されている。
熊田 優（くまだ まさる）
台場テレビ所属の野球解説者。番組内で、「（エリプスは）只のカーブ。僕も打てる」と、浅野を扱き下ろす評価をした。
エマニュエル・ゲンズブール
夏門がアメリカでシャークハンターをしていたころ、同棲していた女性。夏門の心に再びベースボールへの情熱が蘇ったことを察し、複雑な感情を抱きつつも、日本へと送り出す。
その後、物語中盤になって再登場し、ゲンズブール・コンチェルンという大財閥の令嬢であることが明らかになった。夏門の父、夏衛門とは旧知の仲。
浅野 夏衛門（あさの なつえもん）
夏門の父親。本場の野球を求めて、幼少の夏門を連れて渡米、フリーランスのプロ野球選手として、独立リーグなどを渡り歩いていた。しかしある日、実家から事実上の勘当を申し渡され、夏門と離別、音信不通になる。
その後は中南米に渡り、ドミニカでロベルトと出会い、彼に野球を教える（ロベルトの重要なバックボーンである「王冠打ち」を指導した張本人でもある）。ロベルトが語るところによれば、ドミニカでの夏衛門は「ずっと子供たちと野球をしている」と言い、その言葉に、夏門は現在も変わらぬ父の姿を思い浮かべ、感動の涙を流した。
当初は回想シーンのみだったが、ロベルト編に入り、中年になった姿で登場。赤井やエマニュエルとは旧知の仲である事実が明らかになり、ゲンズブール・コンチェルンからの依頼で、コーチとしての球界復帰を匂わせる展開となるも、その前に物語が完結を迎えてしまった。

## 備考
- 2007年に後日談的な読切作品『ワイルドリーガー外伝 FIRST PITCH』が発表されている。